# Curator aquarum

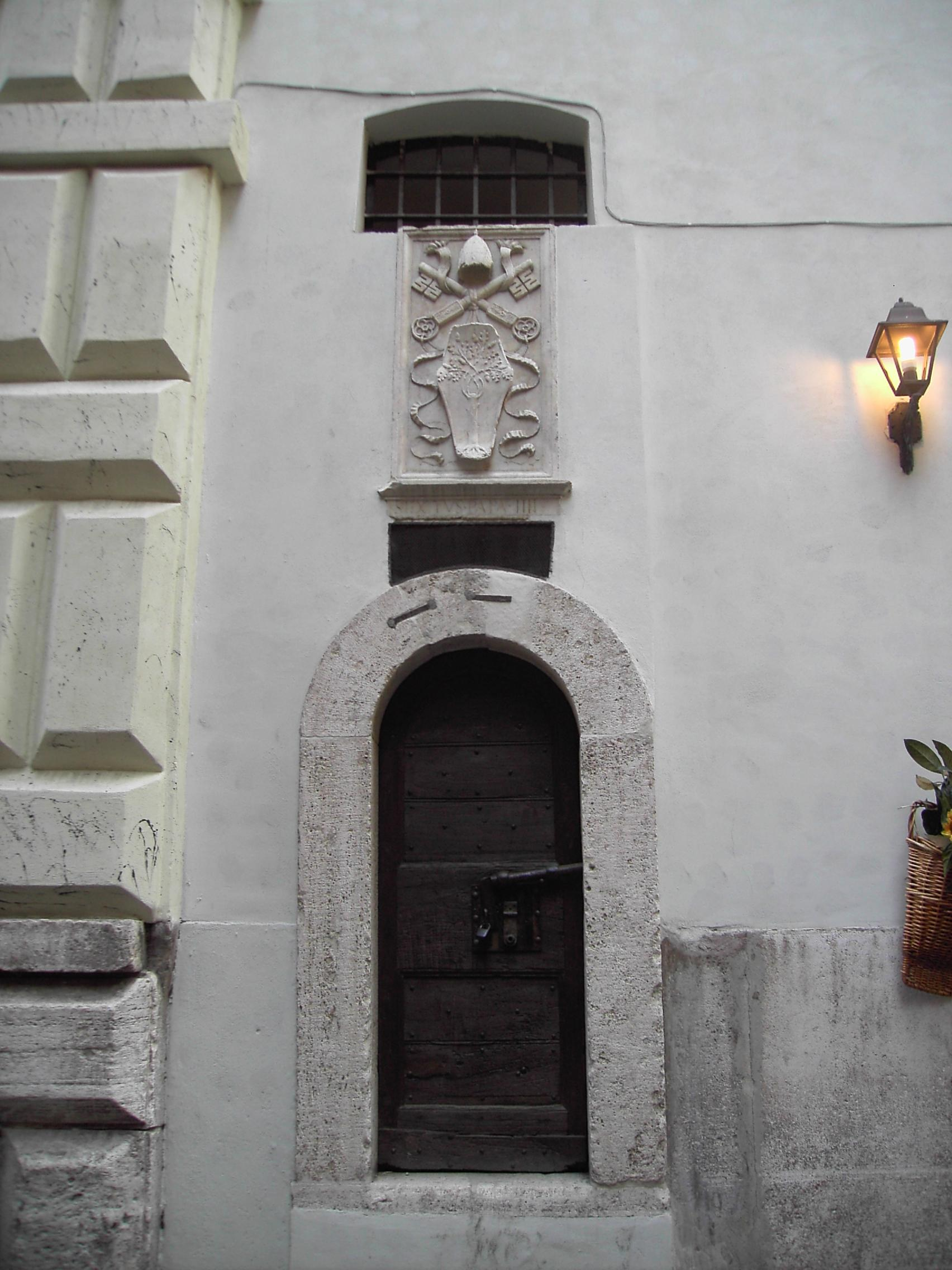
La entrada de servicio del ducto de Acqua Vergine, en Via del Nazareno.Agripa finalizó la construcción del Aqua Virgo el 9 de junio de 19 a. C. durante el reinado del Emperador Augusto.

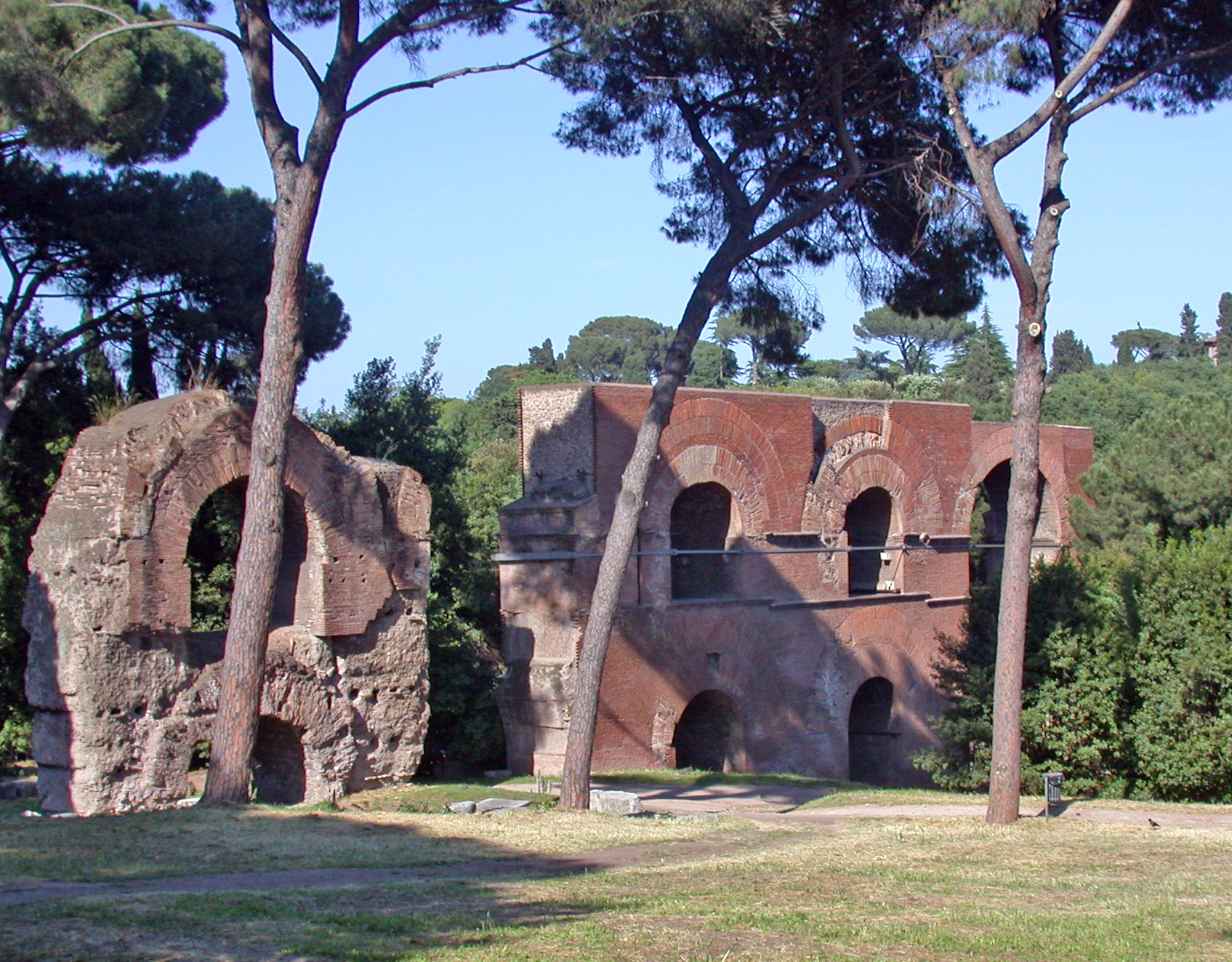
Canal secundario entre el Celio y el Palatino.Este acueducto fue construido durante el reinado de Trajano en 109 d. C., recogía las aguas de los manantiales en los montes Sabatinos, cerca del lago de Bracciano. Llegaba a Roma por la colina del Janículo, a lo largo de la margen izquierda del río Tíber.

Curator aquarum, fue durante el Imperio Romano, el comisario responsable de la gestión y mantenimiento del sistema de abastecimiento y la red de distribución de agua en las ciudades romanas. En Roma, esta función formaba parte de las tres grandes curadurías urbanas, con las de las obras públicas (cura operum publicorum et aedium) y del Tíber (cura alvei Tiberis, riparum et cloacarum Urbis), tres servicios administrativos que se fueron estableciendo gradualmente al principio del Principado, por iniciativa de Augusto y Tiberio. El curator aquarum fue un senador de rango consular nombrado por un emperador romano. A partir de mediados del siglo I, los comisarios son asistidos en su tarea por un procurador. Dirigen un equipo de esclavos para vigilar acueductos, torres de agua y fuentes. Entre el final del siglo II y mitad del siglo IV, el comisario acumula la responsabilidad de acueductos y del servicio de las distribuciones de alimentos, (curator aquarum et Miniciae).

## Evolución del servicio de agua

### Bajo la República
Durante la República, la administración del sistema de suministro y distribución de agua se dividió entre varios magistrados electos, una misión que prestaban durante el período de su mandato, generalmente un año (18 meses para los censores romanos), sin remuneración. Los censores tenían misiones secundarias para la licitación de la construcción y reparación de edificios públicos, incluyendo los acueductos, la adjudicación de contratos con los trabajadores (redemptores operum) que tenían a su cargo los sitios (locatio) y la inspección de los trabajos terminados (probatio). Por lo tanto, el primer acueducto de Roma se construyó en el año 312 a. C. por dos censores y la construcción de otros acueductos, atribuida siempre a su instigación (tres acueductos de cuatro), cuando se acabó su mandato. Pero el ser elegido cada cinco años por un período de un año y medio, —creando así un año y medio de vacaciones—, no podía garantizar un control regular del servicio de agua de Roma. En su ausencia, las decisiones legales en relación con el agua podían recaer en los prestamistas. Sin embargo, se trataba principalmente de los ediles que permitían la gestión del servicio de agua, incluyendo el mantenimiento de cientos de kilómetros de acueductos, las tuberías subterráneas de la ciudad, la concesión de agua de hechas a los particulares, y supervisar las fuentes públicas que los ediles delegan en dos locales de cada barrio. Ocurría más raramente que otros magistrados, como los cónsules o los pretores, eran encargados por el Senado de supervisar la construcción de los acueductos. A los cuestores se podía recurrir para inspeccionar los trabajos de mantenimiento. El trabajo, muy costoso, generalmente era un encargo de un individuo rico como el cumplimiento de un deseo o para obtener el apoyo de la población. Esta práctica, descrita como evergetismo, regresó a un único emperador después del advenimiento del Imperio.

### Agripa cuestor

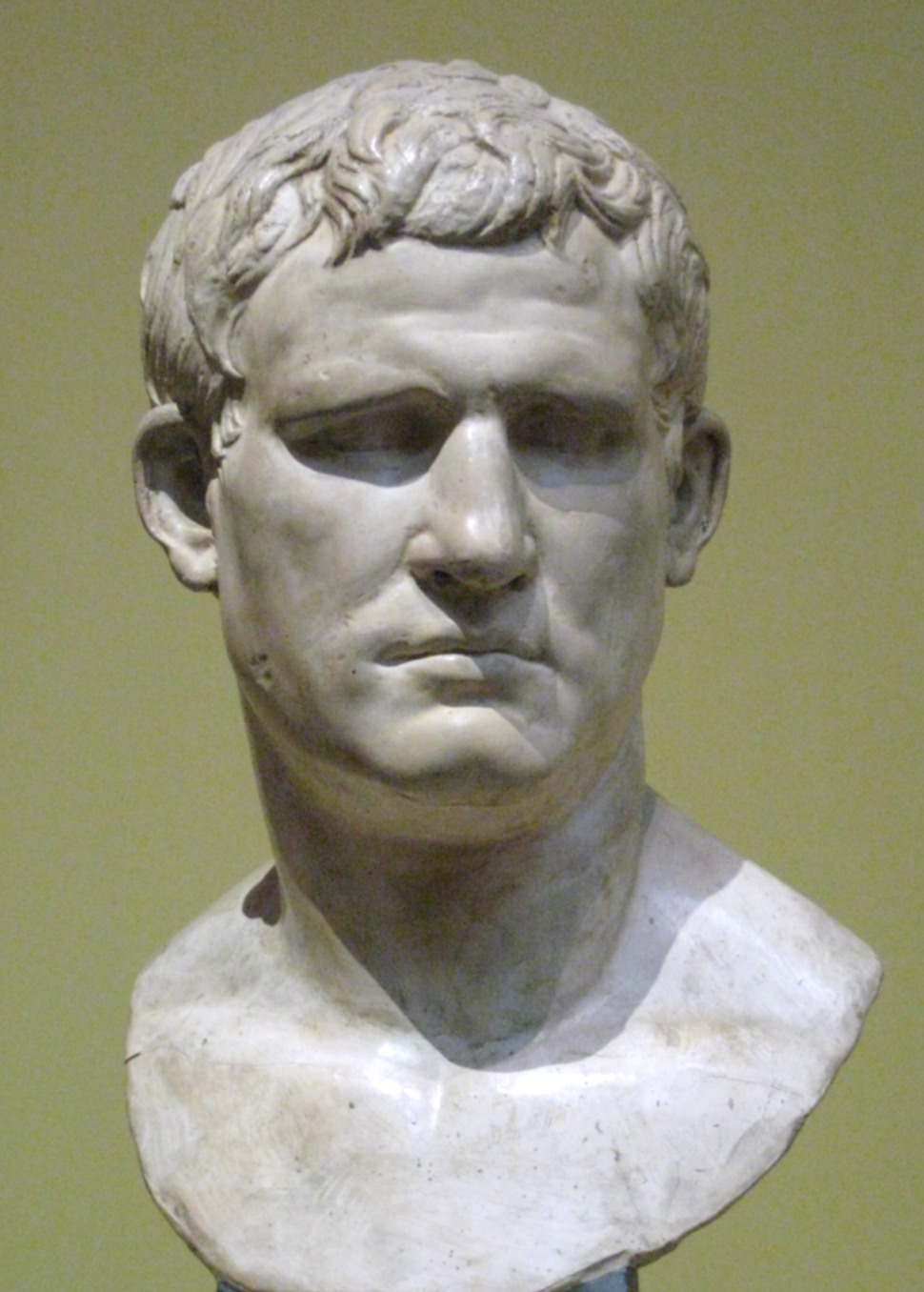
Busto de Agripa, primer curator aquarum, Museo Pushkin.

Debido a mandatos limitados a un año y la multiplicación de las misiones de los ediles de la ciudad que, además, no contaban con personal técnico especializado y permanente, la gestión del servicio de agua se volvió problemática al final de la República, mientras que Roma estaba creciendo rápidamente, lo que llevó a disfunciones y prácticas fraudulentas. Augusto, estaba particularmente preocupado por cuestiones relacionadas con el urbanismo, esencial para mantener el control sobre una ciudad como Roma, le encomendó la tarea de establecer el servicio de agua a su amigo Agripa, que fue elegido para este fin en el año 33 a. C., mientras que ya estaba administrando el consulado.  Agripa cumplió su misión de manera efectiva, construyendo dos acueductos adicionales para satisfacer las crecientes necesidades de la población. A pesar de haber abandonado el cargo, Agripa tiene la responsabilidad de los acueductos como conservador perpetuo, poniendo a su disposición un personal privado formado por esclavos que se especializaban en el mantenimiento de la red de suministro.

### Creación de lacura aquarum
A su muerte, Agrippa lega sus asistentes personales a Augusto, que a su vez los transfiere al estado. En el año 11 a. C., después de la promulgación del senatus-consulta y un edicto imperial para permitir dar una existencia legal a la gestión de personal especializado (familia publica) que es confiada a una comisión de tres cónsules, entre ellos Marco Valerio Mesala Corvino. Aunque en un principio parece que Augusto había tenido la voluntad de mantener una colegialidad, muy rápidamente un único nombre aparece para cada año en la lista de los comisionados o cuestores del agua; la lista fue trasmitida por el también cuestor de las aguas Frontino, al final siglo I.

### Lacura aquarumimperial
Claudio hizo algunas reformas para colocar la autoridad del servicio público bajo el control directo del emperador. Creó un puesto de procurador para el que nombra a uno de sus libertos. Después en el reinado de Trajano, este cargo a veces está ocupado por un équites. Claudio amplió el personal de servicio con 460 esclavos adicionales, bajo el mando y la formación de los procurator, formando la familia Caesaris y pagado por el fisco imperial. La distinción entre el personal público e imperial desaparece en el siglo II. Desde el reinado de Adriano, las inscripciones o listas ya no confirman a ningún personal imperial.
Gracias a Frontino, los historiadores disponen de la lista de los comisionados de la cura aquarum del siglo I. Sin embargo, al final de la tutela de Frontino, la información desaparece y ningún nombre de curator se sabe de todo el siglo II. Una serie vuelve a aparecer en las fuentes antiguas para los siglos III y IV pero la lista sigue siendo incompleta.. Probablemente en el reinado de Cómodo, el comisionado del agua fue asignado temporalmente, además de tener que cumplir con su misión original de responsabilidad con las distribuciones alimentarias, tal vez porque el statio aquarum que sirve como sede administrativa para el servicio se encuentra en el Campo de Marte, cerca de Porticus Minucia, donde tenían lugar las distribuciones. Ambos servicios permanecieron vinculados a lo largo del siglo III y parte del siglo IV.

## Funciones

### Jerarquía del cargo
El comisionado de las aguas parece que fue jerárquicamente superior a los otros dos comisionados de las obras públicas y del Tíber, aunque todos eran de rango consular. Mientras que algunos podían ser promovidos desde los dos últimos servicios hasta el del agua, ningún comisionado de las aguas no pasaba jamás a vigilar las obras públicas o del Tíber. Esta preeminencia refleja la especial importancia de las misiones del curator del agua. Al ser responsable del suministro de agua potable de la población romana, su papel era vital para la supervivencia de los habitantes. Este comisionado era elegido por el emperador entre los cónsules que habían llegado al consulado unos años antes, la función se consideraba prestigiosa y honorífica. El curator era nombrado por un período indefinido, que iba desde unos pocos meses hasta varios años. Una resolución del Senado especificaba que el administrador debía dedicar, a su misión, una cuarta parte de su tiempo del año, el trabajo no era un cargo a tiempo completo, pero parece que representaba todavía un considerable trabajo.
En vista de su estado consular, un senatus-consulta del 11 a. C., estableció que durante sus viajes fuera de Roma, el comisionado de las aguas estaría acompañado por dos lictores para hacer cumplir la ley si fuese necesario, así como por tres esclavos, entre ellos un arquitecto, un secretario y un empleado. Dentro de la ciudad, debía de separarse de sus lictores. Gozaba de cierta inmunidad y del derecho a usar la toga pretexta (toga praetexta).

### Responsabilidades
El curator del agua era responsable de supervisar toda la red de suministro de agua, desde la captura hasta la distribución. Su personal era responsable del mantenimiento de los acueductos y de todos los anexos colocados en sus rutas, como arcos de retención, tuberías de sifón y estanques de aguas residuales. También mantenían las torres de agua, cisternas, estanques, fuentes y desagües que les servían. El comisionado luchaba contra los residuos, busca de fugas, anticipación de accidentes de todo tipo, gestionaba los recursos hídricos y garantizaba la coordinación administrativa adecuada de los servicios. También se ocupaba de cuestiones legales relacionadas con el intercambio de agua, los conflictos entre particulares, el fraude y el tráfico ilegal. De hecho, si el agua se agotaba, podía provocar una crisis social, disturbios por parte de la población romana, en este caso la plebe que estaba directamente amenazada. La alimentación regular y las fuentes suficientes también era esencial para el vigiles urbains cuya misión era apagar incendios.

### La legislación
Desde el 11 a. C., se aprobó una serie de leyes para ayudar y controlar la acción del comisionado. Además de su misión de gestión y mantenimiento de la red del suministro de agua, era responsable de hacer cumplir la legislación imperial en esta área, las leyes que Frontino dan una visión general de la ciudad de Roma, pero que existían en cada ciudad para contrarrestar cualquier intento de fraude, las prácticas ilegales se generalizaron en aquel momento, a menudo con la complicidad del personal del departamento de agua. El agua se podía desviar de los canales y canales «pincharlos» e insertar tuberías ilegalmente, es decir, sin la aprobación del comisionado. Frontino, comisario en el siglo I, se dio cuenta de cuánto se reducía la capacidad de los acueductos, estimando que más de la mitad del agua transportada por los acueductos no llegaba a su destino final. Para evitar la extracción excesiva de agua, una ley requería el desarrollo de un espacio libre y desocupado de 4.5 metros alrededor de acueductos elevados y 1.5 metros alrededor de acueductos subterráneos. El objetivo era facilitar el acceso a los equipos y evitar estructuras o la plantación de árboles que podían dañar los conductos.

### Sistema de concesiones
En los primeros tiempos, toda el agua se usaba para las necesidades públicas y las personas privadas únicamente tenían el uso privado del agua que se filtraba desde las tuberías. Poco a poco, se dejó a los particulares la posibilidad de alquilar un suministro de agua insertando un desvío en la red eléctrica con el acuerdo del comisionado del agua. Bajo el imperio Romano, los embalses privados también estaban permitidos, ellos alimentan las cisternas en casas que alquilan un suministro. Las concesiones privadas de agua fueron un privilegio otorgado por el emperador para la ciudad de Roma y por los poderes municipales en las provincias. No eran atribuidas fácilmente. De hecho, primero se hacía un examen cuidadoso de las disponibilidades. El destinatario recibía el agua directamente en casa. Los artesanos, especialmente los curtidores y teñidores, pagaban por el agua que utilizaban en sus talleres. Los patricios ricos que deseaban tener acceso directo al agua en su propiedad privada también debían pagar una tarifa para obtener este privilegio. El derecho de acceso al agua no se podía transmitir ya sea por herencia o por compra, lo que conducía regularmente a tener que instalar o extraer los tuberías.

## Organización de lacura aquarum

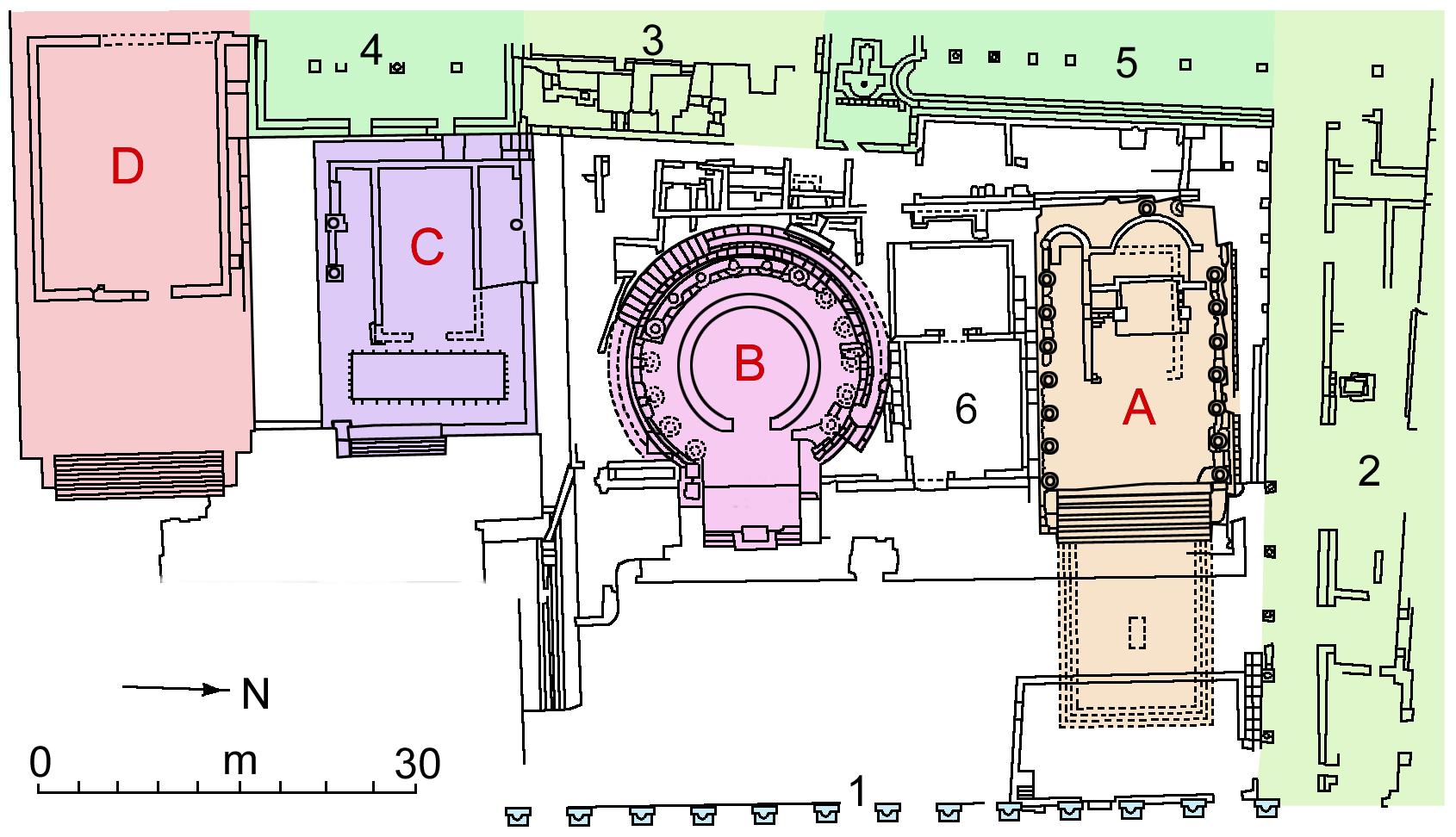
Plano de la zona de templos de la plaza Largo di Torre Argentina. La statio aquarum puede haber ocupado el edificio número 6, entre los templos A y B.

Las actividades relacionadas con la cura aquarum son bien conocidas a través de Frontino, comisionado del agua en el reinado de Nerva, que publicó un tratado sobre los acueductos, De Urbis Romae Aquaeductu. En este libro, Frontino presentó la organización del servicio y especifica las misiones y los diferentes rangos del personal empleado para asegurar el mantenimiento regular y eficiente del sistema de suministro de agua.

### Statio aquarum
La sede administrativa del servicio no se está ubicada con precisión, lo que hace suponer que el servicio pudo no tener una sede. Bajo el reinado de Cómodo, el comisionado de las aguas tenía el título de curator aquarum et Miniciae, haciéndose cargo de la gestión para el agua de la alimentación. Dado que las distribuciones de alimentos tenían lugar en el pórtico de Minucius, se ha propuesto ubicar el statio aquarum en el mismo sector, esta proximidad explica la transferencia de carga por razones prácticas. La statio podría estar entre los templos de la zona sagrada de Largo di Torre Argentina, ocupando el edificio situado entre el templo A y el templo B. Inscripciones que datan del mandato de Constantino I encontradas cerca de la Fuente de Juturna, incluyendo una mención de un Epagathus servus publicus ad Juturnam, podía significar que la sede se trasladó al Foro Romano al comienzo del siglo IV.

### Oficiales adjuntos
Originalmente, el curator podía delegar parte de sus responsabilidades en dos asistentes adjuntos, de rango senatorial como él. Estos últimos eran oficiales adscritos al departamento de acueductos y su función era asegurar que el agua se conducía regularmente desde el embalse (castellum) hasta las tuberías que la distribuían por toda la ciudad y a cada distrito de Roma la cantidad exacta que la ley le concedía. Para lograr esto, ajustaban el diámetro de las tuberías principales al adaptar a cada una de ellas una medida llamada calix. La forma colegiada del servicio no parece que duró mucho tiempo y los senadores adjuntos desaparecieron de las listas.
Desde de las reformas de Claudio, el comisionado, que dirigía la familia publica, fue asistido por un procurator aquarum que se convirtió en el jefe de la familia Caesaris y se hizo responsable de toda la parte técnica del servicio. Primero les dio permiso a los libertos imperiales, a propuesta del curator. El procurador, debido a su experiencia técnica, con el tiempo se hizo con un cargo sobre el curator, lo que permitió al emperador aumentar su control sobre el servicio. Después del reinado de Trajano, los procuradores, que vivieron su ascenso de estatus social, se fueron convirtiendo al rango ecuestre regular. Al final del siglo III y principios del IV, consiguieron el título de vir egregius, con un tratamiento de centenarius, es decir, un salario anual de 100.000 sestercios.

### Personal permanente
El personal permanente incluye hasta 700 personas, al menos en el momento de Frontino, dirigidos por dos praepositi, uno para cada familia. Se distribuyen entre los empleados del gobierno (familia publica), que comprende alrededor de 240 empleados pagados con el aerarium público y personal imperial (familia Caesaris), incluyendo 460 empleados pagados con el tesoro imperial. Durante las obras principales, se les adjunta un equipo auxiliar compuesto por arquitectos y trabajadores.

### Personal técnico
Los ingenieros hidráulicos (arquitectos) eran los jefes de departamento designados como periti y architecti suae stationis por Frontino. Se ocuparon de la construcción de los acueductos, la captura con la distribución y el mantenimiento de los canales. Disponían de un personal de ejecución, los aquarii, que se dividían en varias categorías: intendentes (villici), jardineros de torres de agua (castellani), inspectores (circitores), adoquinadores (silicarii), yeseros (tectores) niveladores (libratores), plomeros (plumbarii)), albañiles y peones. Los intendentes eran responsables de la construcción y el mantenimiento de las tuberías que se encontraban debajo de las calles. Cuando se instalaban, cambiaban o eliminaban tuberías, fue necesario recurrir a los adoquines que actualizaban las tuberías ocultas bajo los adoquines y se procedía a volver a pavimentar la calle.{Sfn|Homo|1971|p=190}}

### Personal administrativo
El ratio aquarum estaba compuesto por personal administrativo, contable y personal subalterno. El personal administrativo se componía de libertos imperiales, incluyendo scribae, librarii , cajeros y los tabularii. Todo este personal estaba a cargo de gestionar los archivos del servicio y mantener los registros (commentarii) en los que se consignan la lista oficial de los módulos en uso y la cantidad de agua asignada al uso público, a las concesiones imperiales y al uso de individual particular. En la parte inferior de la jerarquía, el personal subalterno comprende el personal tradicional asignado a los jueces: ujieres, heraldos y lictores.